# Symploke
Symploke (även symploce, från grekiskans sym, "tillsammans" och plekein, "att väva") är en retorisk stilfigur som består av en kombination av figurerna anafor och epifor. Detta innebär att samma ord eller fras inleder flera, på varandra följande, satser eller meningar, och ett annat ord eller fras avslutar samma satser eller meningar.

## Exempel
”Vilka är det, som ofta har brutit fördrag? Karthagerna. Vilka är det, som visat sådan grymhet i sin krigföring? Karthagerna. Vilka är det, som har skändat Italien? Karthagerna. Vilka är det, som tigger om förlåtelse? Karthagerna. Fråga er alltså då, hur lämpligt det är att de får sin vilja fram.”
”Den som senaten har dömt, den som folket har dömt, den som den allmänna meningen har dömt, kan ni verkligen rösta för hans frikännande?”